# Hymenostomum gymnostomum
Hymenostomum gymnostomum là một loài Rêu trong họ Pottiaceae. Loài này được (Besch.) Nog. mô tả khoa học đầu tiên năm 1950.